# Gordisa
Gordisa là một thị trấn thuộc hạt Baranya, Hungary. Thị trấn này có diện tích 10,88 km², dân số năm 2010 là 309 người, mật độ 28 người/km².